# آدم دافنبورت
آدم دافنبورت (بالإنجليزية: Adam Davenport)‏ هو كاتب سيناريو ومخرج أمريكي، ولد في 27 مايو 1984 في هارفي في الولايات المتحدة.

## وصلات خارجية
- آدم دافنبورت على موقع IMDb (الإنجليزية)
- آدم دافنبورت على موقع ألو سيني (الفرنسية)
- آدم دافنبورت على موقع كينوبويسك (الروسية)